# 신흥로 (부천시)
신흥로(Sinheung-ro)는 경기도 부천시 소사구 심곡본동 심곡고가사거리(경인로)와 오정구 오정동 봉오대로를 남북으로 잇는 도로이다.

## 역사
신흥로 북쪽 구간인 내동 ~ 약대오거리(당시 약대사거리) 구간은 1968년 경인고속도로가 개통될 당시에 개설되어 있었다. 그리고 1990년까지만 해도 신흥로 남쪽 구간은 심곡고가사거리 ~ 부천소방서 구간만 존재했다. 당시 부흥로(당시 명칭 복개천)는 심곡동까지만 복개된 상태라 연결되어 있지 않았다.
- 1990년 11월 : 부천소방서 ~ 약대오거리(당시 약대사거리) 구간 착공
- 1993년 4월 4일 : 중동신도시 개발과 맞춰 개통[1]
- 1998년 : 내동 ~ 봉오대로(당시 오정대로) 구간 착공[2]
- 2002년 : 내동 ~ 봉오대로(당시 오정대로) 구간 완공
- 2009년 11월 12일 : 도로명을 신흥로로 결정[3]

## 특징
개통할 당시부터 신흥로라는 이름이 사용되었다. 도로 명칭의 의미는 신흥동을 관통하기 때문에 중동신도시 개발로 새롭게 일어나는 길이라고 한다. 내동(산업길사거리) ~ 내동사거리 구간과 전화국사거리 ~ 심곡고가사거리 구간은 국도 제39호선의 일부이다. 경인고속도로와 직접 연결되는 부천 나들목이 있어 통행량이 많은 편이다. 이 도로에는 두개의 고가도로가 설치되어 있다.
- 심곡고가(심곡고가사거리 ~ 전화국사거리)
- 신흥고가(부천소방서사거리 통과)

## 경유지
심곡고가사거리 - 심곡고가 - 전화국사거리 - 부천대학 - 부천대학사거리 - 부천소방서(부천소방서사거리) - 신흥고가사거리 - 먹거리삼거리 - 부천원미경찰서 - 롯데백화점 중동점 - 계남고가사거리(신중동역) - 홈플러스 중동점 - 교육청사거리 - 부천세무서, 부천교육지원청 - 도서관사거리 - 약대교회사거리 - 약대오거리 - 내동사거리 - 한국화장품삼거리 - 부천 나들목 - 산업길사거리 - 봉오대로 입체교차로

## 주요 건물 및 시설
- 부천대학교
- 부천소방서 (경기도 부천시 원미구 신흥로 115)
- 중동위브더스테이트
- 부천원미경찰서
- 롯데백화점 중동점
- 홈플러스 중동점
- 중흥중학교 (경기도 부천시 원미구 신흥로 245)
- 부천세무서
- 내동파출소 (경기도 부천시 오정구 신흥로 411)

## 사진

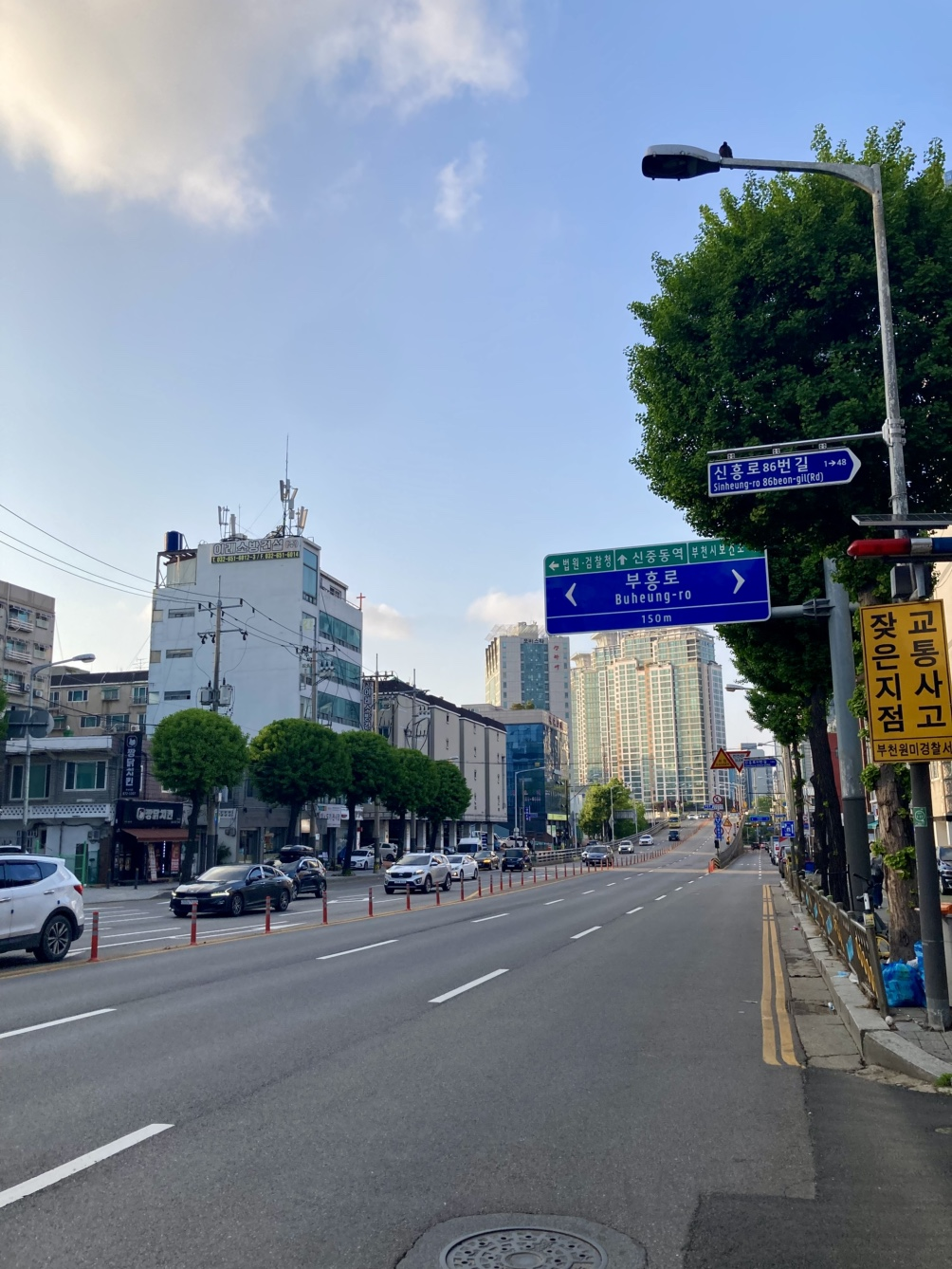
신흥고가로(원미구 심곡동)
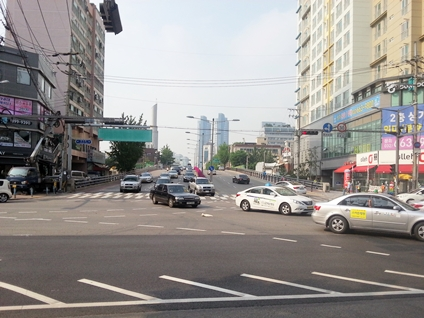
심곡고가교(2016년)
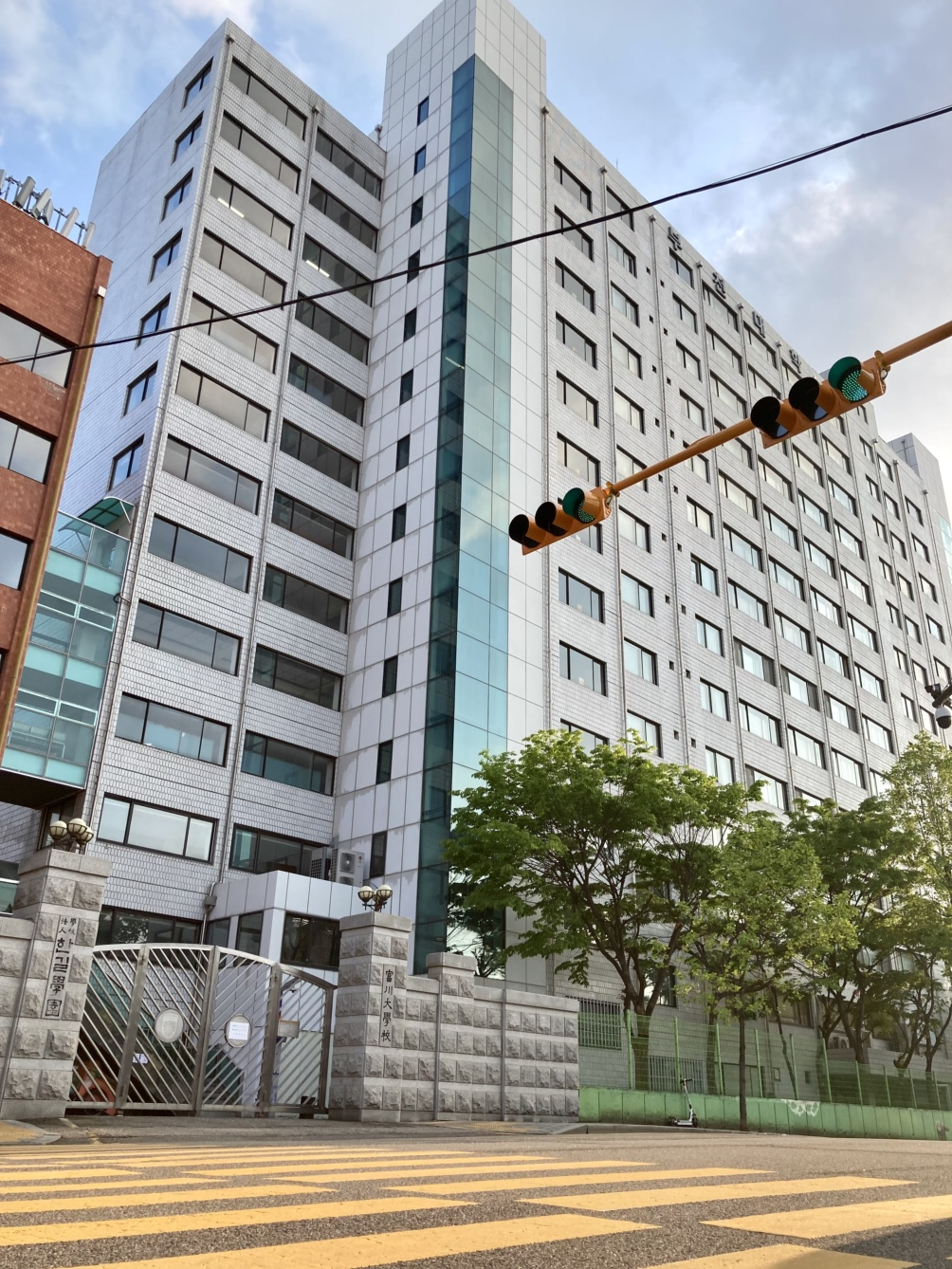
부천대학교
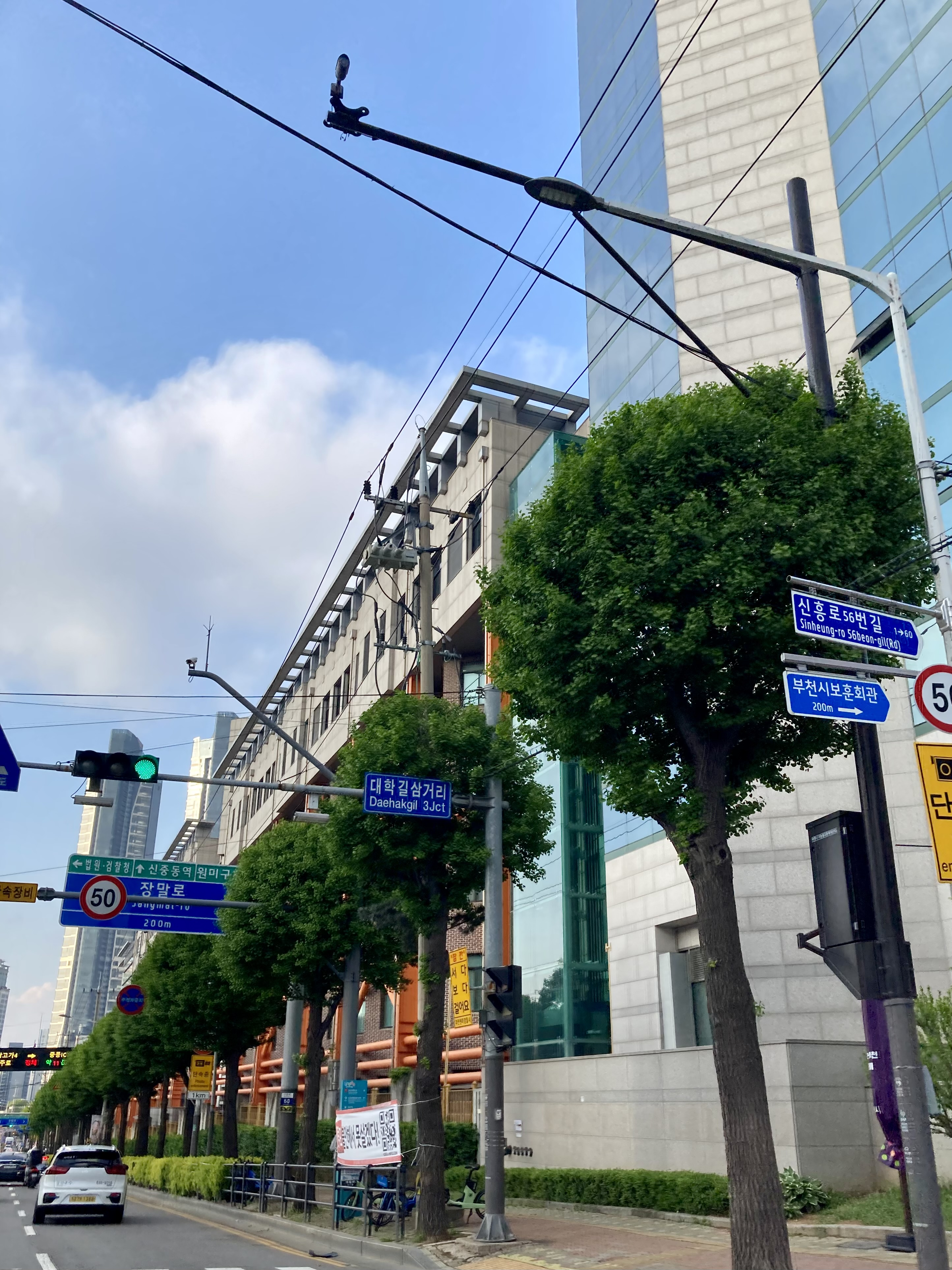
부천대학교 신흥로(대학로삼거리)
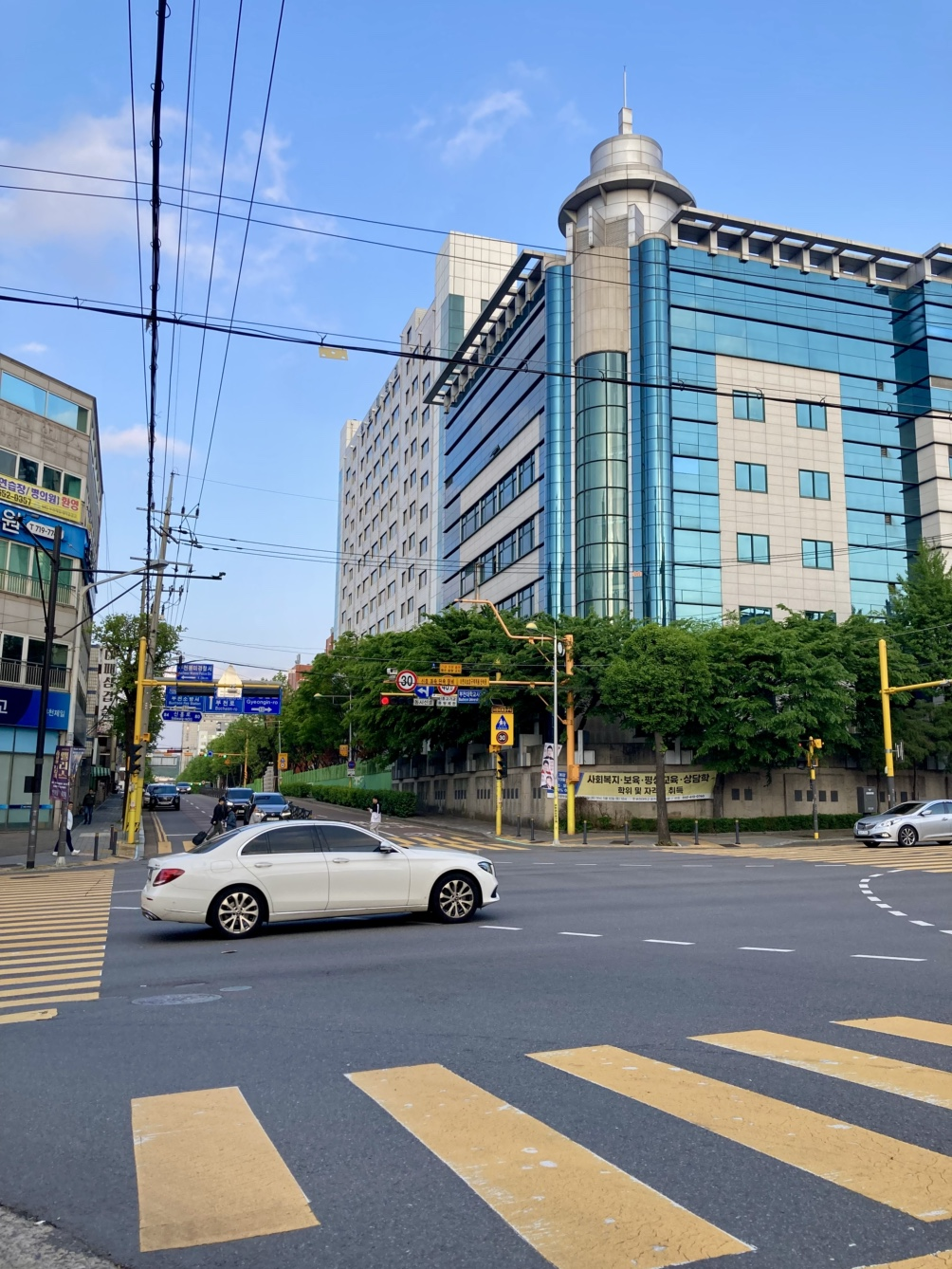
부천대학교사거리(장말로와 교차)